# Chacapalpa (distrito)
Chacapalpa é um distrito do peru, departamento de Junín, localizada na província de Yauli.

## Transporte
O distrito de Huay-Huay é servido pela seguinte rodovia:
- PE-3S, que liga o distrito de La Oroya à Ponte Desaguadero (Fronteira Bolívia-Peru) - e a rodovia boliviana Ruta 1 - no distrito de Desaguadero (Região de Puno)
- JU-102, que liga o distrito de Yauli à cidade de La Oroya [2][3][4]